# Tiaja cruzensis
Tiaja cruzensis är en insektsart som beskrevs av Gill och Paul W. Oman 1982. Tiaja cruzensis ingår i släktet Tiaja och familjen dvärgstritar. Inga underarter finns listade i Catalogue of Life.